# Empis zhuravskii
Empis zhuravskii är en tvåvingeart som beskrevs av Igor Shamshev 2006. Empis zhuravskii ingår i släktet Empis och familjen dansflugor. Inga underarter finns listade i Catalogue of Life.